# 帝京大学医学部附属病院
帝京大学医学部附属病院（ていきょうだいがくいがくぶふぞくびょういん）は、東京都板橋区に所在する医療機関。学校法人帝京大学により運営される病院である。帝京大学医学部、薬学部、医療技術学部がある帝京大学板橋キャンパスにあり、特定機能病院の承認を受ける。

## 診療科
- 内科
- 循環器内科
- 腫瘍内科
- 緩和ケア内科
- 脳神経内科
- 外科
- 心臓血管外科
- 脳神経外科
- 産婦人科
- 小児科
- 整形外科
- 眼科
- 耳鼻咽喉科
- 皮膚科
- 泌尿器科
- 脳神経外科
- メンタルヘルス科
- 放射線科
- 麻酔科
- リハビリテーション科
- 形成外科
- 歯科口腔外科
- 救急科
- 病理診断科

## 先進医療
- 多焦点眼内レンズを用いた水晶体再建術

## 指定医療
- 特定機能病院
- 災害拠点病院
- 救命救急センター
- 高度救命救急センター
- 臨床研修指定病院
- がん診療連携拠点病院
- エイズ治療拠点病院
- 総合周産期母子医療センター
- 救急告示医療機関
- 臨床修練指定病院
- 特定疾患治療研究事業委託医療機関
- DPC対象病院
- 小児慢性特定疾患治療研究事業委託医療機関
- 保険医療機関
- 休日・全夜間診療事業実施医療機関（内科系、小児科、外科系）
- 労災保険指定医療機関
- 指定自立支援医療機関（更生医療・育成医療・精神通院医療）
- 身体障害者福祉法指定医の配置されている医療機関
- 精神保健及び精神障害者福祉に関する法律（昭和25年法律第123号）に基づく指定病院・応急入院指定病院
- 精神保健指定医の配置されている医療機関
- 生活保護法指定医療機関
- 結核指定医療機関
- 指定養育医療機関（未熟児医療）
- 戦傷病者特別援護法指定医療機関
- 原子爆弾被害者一般疾病医療取扱医療機関
- 公害医療機関
- 母体保護法指定医の配置されている医療機関

## 院内施設
- ごはん処木の葉亭（6階）

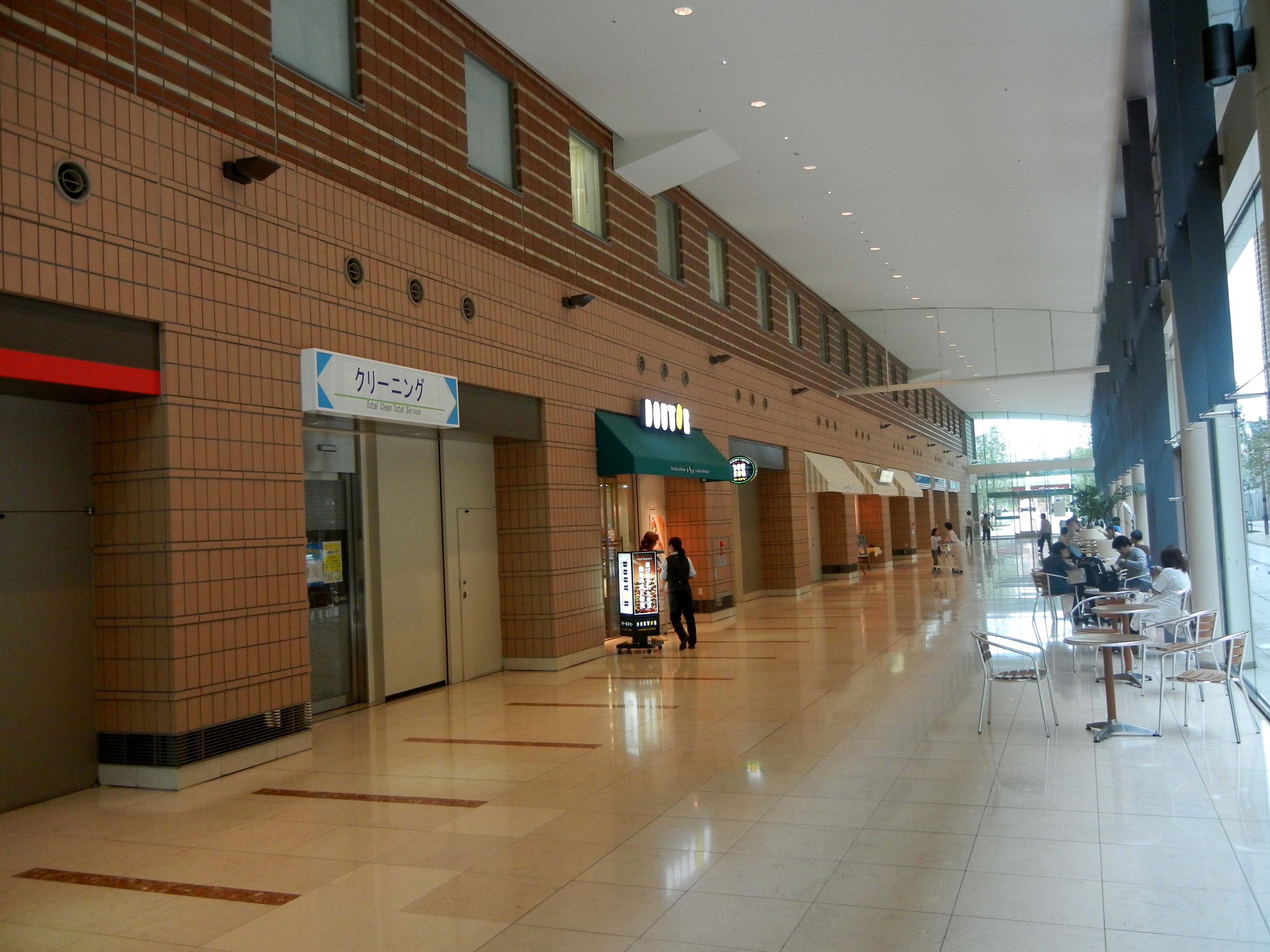
医学部附属病院1階のコミュニティストリート。ナチュラルローソン、ドトールコーヒー、カフェテリア、三菱UFJ銀行などの店舗がある。

- ナチュラルローソン帝京大学病院本院店（6階）
- フードコートGOURMET PLAZA（1階）
- ドトールコーヒー帝京大学病院店（1階）
- ナチュラルローソン帝京大学附属病院店（1階）
- クリーニング店トーカイ（1階）
- 美容室こもれび（6階）
- 三菱UFJ銀行新板橋支店帝京大病院出張所（有人出張所、1階）

## 交通アクセス
- 十条駅より徒歩10分
- 板橋本町駅より徒歩13分。
- 王子駅･王子駅前より国際興業王22系統板橋駅行で「帝京大学病院前」下車。
- 板橋駅より国際興業王22系統王子駅行で「帝京大学病院前」下車。
- 王子駅･王子駅前より国際興業赤50H系統赤羽駅行で「帝京大学病院正面」下車。
- 赤羽駅西口より国際興業赤50H系統王子駅行で「帝京大学病院正面」下車。
- 赤羽駅東口・高円寺駅北口よりを結ぶ国際興業･関東バス赤31系統で「稲荷台」下車、徒歩5分。